# Boulogne – Pont de Saint-Cloud
Boulogne – Pont de Saint-Cloud – stacja linii nr 10 metra w Paryżu. Stacja znajduje się w gminie Boulogne-Billancourt. Została otwarta 2 października 1981 roku.